# Иван Йовчев
 Тази статия е за футболиста Иван Йовчев.  За художника вижте Иван Йовчев (художник).  
Иван Йовчев е бивш български футболист, защитник. Роден е на 17 юни 1959 г.
Играл е за Черноморец (1977 – 1990), Слънчев бряг (1990 – 1993) и Тунджа (1993 – 2001). Има 316 мача и 12 гола в А група за Черноморец и 143 мача с 8 гола в Б група (86 мача с 5 гола за Слънчев бряг, 32 мача с 2 гола за Черноморец и 25 мача с 1 гол за Тунджа). Той е футболистът с най-много мачове с фланелката на Черноморец с общо 348 мача. Финалист за купата на страната през 1989 г. с Черноморец. Има 2 мача за А националния отбор. За Черноморец има 2 мача в турнира за Купата на националните купи. От няколко години Йовчев е в строителна фирма в Лондон.